# 博達山
68°5′S 48°52′E / 68.083°S 48.867°E
博達山是南極洲的山峰，位於恩德比地，是奈伊山脈的西端，處於圓形競技場峰以北，該山峰根據澳大利亞探險隊的空中照片被繪入地圖。